# Mounds View (Minnesota)
Mounds View es una ciudad ubicada en el condado de Ramsey en el estado estadounidense de Minnesota. En el Censo de 2010 tenía una población de 12155 habitantes y una densidad poblacional de 1.139,1 personas por km².

## Geografía
Mounds View se encuentra ubicada en las coordenadas 45°6′24″N 93°12′25″O / 45.10667, -93.20694. Según la Oficina del Censo de los Estados Unidos, Mounds View tiene una superficie total de 10.67 km², de la cual 10.43 km² corresponden a tierra firme y (2.28%) 0.24 km² es agua.

## Demografía
Según el censo de 2010, había 12155 personas residiendo en Mounds View. La densidad de población era de 1.139,1 hab./km². De los 12155 habitantes, Mounds View estaba compuesto por el 81.35% blancos, el 5.46% eran afroamericanos, el 0.76% eran amerindios, el 6.99% eran asiáticos, el 0.07% eran isleños del Pacífico, el 2.3% eran de otras razas y el 3.06% pertenecían a dos o más razas. Del total de la población el 5.03% eran hispanos o latinos de cualquier raza.